# Джордж Хей
Джордж Хей (англ. George Hay, нар. 10 січня 1898, Лістовел — пом. 13 липня 1975, Стретфорд) — канадський хокеїст, що грав на позиції крайнього нападника.
Член Зали слави хокею з 1958 року.

## Ігрова кар'єра
Хокейну кар'єру розпочав 1919 року.
Протягом професійної клубної ігрової кар'єри, що тривала 13 років, захищав кольори команд «Реджайна Кепіталс», «Портленд Роузбадс», «Чикаго Блек Гокс» та «Детройт Ред-Вінгс» (капітан команди в сезоні 1930/31).
Загалом провів 247 матчів у НХЛ, включаючи 8 ігор плей-оф Кубка Стенлі.

## Інше
Після завершення хокейної кар'єри працював страховим агентом. Під час Другої світової війни інструктор Королівських ВПС Канади, після війни повернувся до роботи страховим агентом на якій працював до своєї відставки в 1965 році.

## Статистика
| Сезон         | Клуб                 | Ліга          | Регулярний сезон | Регулярний сезон | Регулярний сезон | Регулярний сезон | Регулярний сезон | Плей-оф | Плей-оф | Плей-оф | Плей-оф | Плей-оф |
| Сезон         | Клуб                 | Ліга          | І                | Г                | П                | О                | ШХ               | І       | Г       | П       | О       | ШХ      |
| ------------- | -------------------- | ------------- | ---------------- | ---------------- | ---------------- | ---------------- | ---------------- | ------- | ------- | ------- | ------- | ------- |
| 1919–20       | «Реджайна Вікторіяс» | ССХЛ          | 12               | 8                | 3                | 11               | 5                | 2       | 1       | 0       | 1       | 0       |
| 1920–21       | «Реджайна Вікторіяс» | ССХЛ          | 16               | 9                | 4                | 13               | 7                | 4       | 5       | 2       | 7       | 2       |
| 1921–22       | «Реджайна Кепіталс»  | ЗКХЛ          | 25               | 21               | 11               | 32               | 9                | 6       | 0       | 1       | 1       | 4       |
| 1922–23       | «Реджайна Кепіталс»  | ЗКХЛ          | 30               | 28               | 8                | 36               | 12               | 2       | 1       | 0       | 1       | 0       |
| 1923–24       | «Реджайна Кепіталс»  | ЗКХЛ          | 25               | 20               | 11               | 31               | 8                | 2       | 1       | 1       | 2       | 0       |
| 1924–25       | «Реджайна Кепіталс»  | ЗКХЛ          | 20               | 16               | 6                | 22               | 6                | —       | —       | —       | —       | —       |
| 1925–26       | «Портленд Роузбадс»  | ЗХЛ           | 30               | 19               | 12               | 31               | 4                | —       | —       | —       | —       | —       |
| 1926–27       | «Чикаго Блек Гокс»   | НХЛ           | 35               | 14               | 8                | 22               | 12               | 2       | 1       | 2       | 3       | 2       |
| 1927–28       | «Детройт Кугарс»     | НХЛ           | 42               | 22               | 13               | 35               | 20               | —       | —       | —       | —       | —       |
| 1928–29       | «Детройт Кугарс»     | НХЛ           | 39               | 11               | 8                | 19               | 14               | 2       | 1       | 0       | 1       | 0       |
| 1929–30       | «Детройт Кугарс»     | НХЛ           | 44               | 18               | 15               | 33               | 8                | —       | —       | —       | —       | —       |
| 1930–31       | «Детройт Фелконс»    | НХЛ           | 44               | 8                | 10               | 18               | 24               | —       | —       | —       | —       | —       |
| 1931–32       | «Детройт Олімпікс»   | ІХЛ           | 48               | 10               | 9                | 19               | 26               | 6       | 0       | 0       | 0       | 2       |
| 1932–33       | «Детройт Ред-Вінгс»  | НХЛ           | 34               | 1                | 6                | 7                | 6                | —       | —       | —       | —       | —       |
| 1933–34       | «Детройт Ред-Вінгс»  | НХЛ           | 1                | 0                | 0                | 0                | 0                | —       | —       | —       | —       | —       |
| 1933–34       | «Детройт Олімпікс»   | ІХЛ           | 4                | 0                | 0                | 0                | 0                | —       | —       | —       | —       | —       |
| Усього в ЗКХЛ | Усього в ЗКХЛ        | Усього в ЗКХЛ | 130              | 104              | 48               | 152              | 39               | 10      | 2       | 2       | 4       | 4       |
| Усього в НХЛ  | Усього в НХЛ         | Усього в НХЛ  | 239              | 74               | 60               | 134              | 84               | 8       | 2       | 3       | 5       | 2       |